# Información sobre herramientas
En el campo de la informática, un tooltip o globo (también llamada descripción emergente o texto alternativo) es una herramienta de ayuda visual, que funciona al situar el cursor sobre algún elemento gráfico, mostrando una ayuda adicional para informar al usuario de la finalidad del elemento sobre el que se encuentra.
Los globos son una variación de los globos de ayuda y es un complemento muy usado en programación y diseño, dado que proporcionan información adicional sin necesidad de que el usuario la solicite de forma activa.

## Variantes
En sistemas antiguos (aunque sigue apareciendo en la actualidad), en vez de mostrar la ayuda en un globo emergente, se muestra en la barra de estado de la aplicación.

## Ejemplos
Un ejemplo de globo es en los navegadores web, que suelen representar el atributo title de HTML como un globo que aparece al poner el cursor sobre el elemento.